# Homofobia no Brasil
Homofobia no Brasil ainda é um problema presente e constante, havendo estatísticas compiladas pelo Grupo Gay da Bahia (GGB) que sugerem que o Brasil é o país com a maior quantidade de registros de crimes homofóbicos do mundo, seguido pelo México e pelos Estados Unidos.
De acordo com o GGB, um homossexual é morto a cada 28 horas no país por conta da homofobia (assassinatos e suicídios) e cerca de 70% dos casos dos assassinatos de pessoas LGBT ficam impunes. Segundo um estudo feito pela Universidade de São Paulo em 2014, sete em cada dez homossexuais brasileiros já sofreram algum tipo de agressão, seja física ou verbal. O país teve 650 assassinatos homofóbicos ou transfóbicos em 2012 e 2013 e concentra metade do total de homicídios de transexuais do mundo, de acordo com o relatório de diversas agências internacionais como a Transgender Europe e Trans Respect Versus Transphobia Worldwide.
Segundo o professor Luiz Mott, fundador do GGB e membro do departamento de antropologia da Universidade Federal da Bahia, a homofobia é uma "epidemia nacional". Ele assevera que o Brasil "é o campeão mundial em assassinatos de homossexuais, sendo que a cada três dias um homossexual é barbaramente assassinado, vítima da homofobia." Para a advogada Margarida Pressburger, membro do Subcomitê de Prevenção da Tortura da Organização das Nações Unidas (ONU), o Brasil ainda é "um país racista e homofóbico." A Anistia Internacional apontou em relatório divulgado em 2015 que a pressão político-religiosa no país tende a bloquear o avanço de leis que poderiam proteger minorias de serem discriminadas, especialmente em relação aos homossexuais. No entanto, apesar do cenário pouco amigável para pessoas LGBT no país, uma pesquisa realizada pelo Pew Research Center mostrou que 65% da população brasileira considera que a homossexualidade deve ser aceita pela sociedade.

## Histórico

### Período colonial
Com a chegada dos portugueses, passa a valer no território brasileiro as ordenações, que classificavam a sodomia como o "mais torpe, sujo e desonesto pecado".

### Era contemporânea
No Brasil, manifestações homofóbicas são por vezes registradas, sendo muitas delas violentas. Em 2010, uma publicação homofóbica de um jornal estudantil de farmácia da Universidade de São Paulo (USP) que incitava estudantes a atirarem excrementos humanos a homossexuais e oferecia em troca bilhetes grátis para uma festa Também foi considerada homofóbica por movimentos LGBT a psicóloga Rozângela Alves Justino, que atende no Rio de Janeiro, punida pelo Conselho Federal de Psicologia por tentar "curar" pessoas homossexuais que procuravam seu consultório. A classificação oficial da Organização Mundial da Saúde (OMS) de 1990 e a resolução específica do Conselho Federal de Psicologia do Brasil (CFPB) de 1999, excluem a tipificação de patologia à homossexualidade.
Crianças e adolescentes estudantes sofrem com discriminação e preconceito tanto por parte de estudantes, quanto de professores e diretores das escolas. Estudo realizado em 501 escolas detectou que 80% dos alunos gostariam de manter algum tipo de distanciamento de portadores de necessidades especiais, homossexuais, pobres e negros. 17,4% relataram ter conhecimento de alunos vítimas de bullying devido à sua homossexualidade. O Ministério da Educação passou a financiar projetos para ajudar as escolas a lidarem com o problema da homofobia.

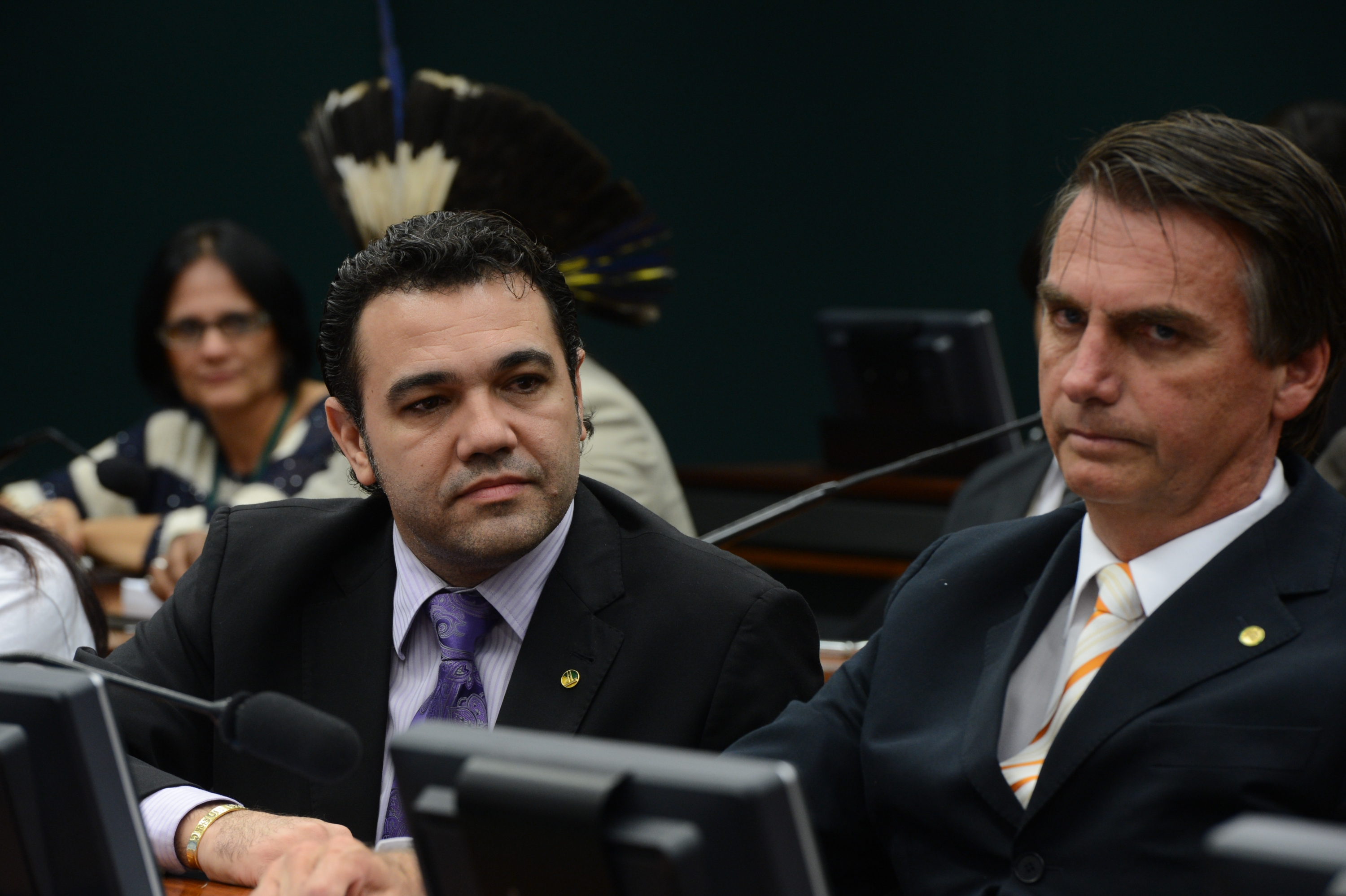
Os deputados federais Marco Feliciano e Jair Bolsonaro são conhecidos por fazer declarações consideradas homofóbicas.

Em 2010, o então deputado federal Jair Bolsonaro se envolveu em polêmicas ao declarar ser a favor de dar surras em crianças e adolescentes que tenham tendências homossexuais, se colocando como defensor da "família tradicional". Segundo o deputado: "O filho começa a ficar assim meio gayzinho, leva um 'couro', ele muda o comportamento dele. Olha, eu vejo muita gente por aí dizendo: ainda bem que eu levei umas palmadas, meu pai me ensinou a ser homem." A fala de Bolsonaro repercutiu negativamente entre defensores dos direitos humanos e associações de defesa dos direitos LGBT. A ABGLT defendeu que Bolsonaro fosse processado por sua postura discriminatória. A Câmara dos Deputados do Brasil procurou punir o deputado, alegando que ele não poderia participar da comissão de direitos humanos por defender violência contra crianças e homossexuais. Em reunião da Comissão dos Direitos Humanos da Câmara, Bolsonaro manteve todas as declarações; na ocasião, ele também foi defendido pelo deputado Fernando Chiarelli (PDT-SP). O parlamentar, que era membro do Progressistas naquele momento, já se manifestou contra o casamento homossexual, classificando-o como "ridículo" e "horroroso". Petições pela cassação de Bolsonaro e de repúdio às falas do parlamentar foram realizadas na internet. Uma petição da Avaaz contava com cerca 81 mil assinaturas em 9 de abril de 2011.
Em maio de 2011, com o reconhecimento da união estável de casais homossexuais pelo Supremo Tribunal Federal, Jair Bolsonaro se envolveu em novas polêmicas de teor homofóbico. Segundo o portal Terra, Bolsonaro afirmou que o "próximo passo vai ser a adoção de crianças (por casais homossexuais) e a legalização da pedofilia", forçando uma associação entre pedofilia e homossexualidade. As falas de Bolsonaro foram ironizadas por internautas no Twitter, que comemoravam a decisão do STF. Em julho de 2011, Bolsonaro disse, ao ser perguntado sobre o projeto de lei 122, em entrevista à revista Época, que "a maioria dos homossexuais é assassinada por seus respectivos cafetões, em áreas de prostituição e de consumo de drogas".
Em maio de 2014, o Conselho Regional de Psicologia do Paraná cassou o registro profissional de Marisa Lobo por charlatanismo. Marisa Lobo foi acusada de fundamentar suas práticas profissionais em dogmas religiosos, oferecendo cura para uma doença que não existe. A polêmica começou em 2012 quando Marisa Lobo participou de uma audiência pública na Câmara dos Deputados para debater o Projeto de Decreto Legislativo nº 234/11, de autoria do deputado João Campos de Araújo (PSDB-GO), que propunha a modificação da resolução do Conselho Federal de Psicologia (CFP 01/99)  que proíbe profissionais da Psicologia de qualquer ação que favoreça a patologização de comportamentos ou práticas homoeróticas. Em 1990 a Organização Mundial da Saúde (OMS) retirou a homossexualidade da classificação internacional de doenças. A Associação Brasileira de Psiquiatria manifestou-se contra a discriminação já em 1984, e em seguida o Conselho Federal de Psicologia deixou de considerar a homossexualidade um desvio. Em 1999 o Conselho Federal de Psicologia estabeleceu normas de conduta para a categoria, determinando que psicólogos não poderão oferecer cura para a homossexualidade, visto esta não ser um transtorno, e evitarão reforçar os preconceitos sociais existentes em relação aos homossexuais como portadores de qualquer desordem psíquica.

## Características

### Violência

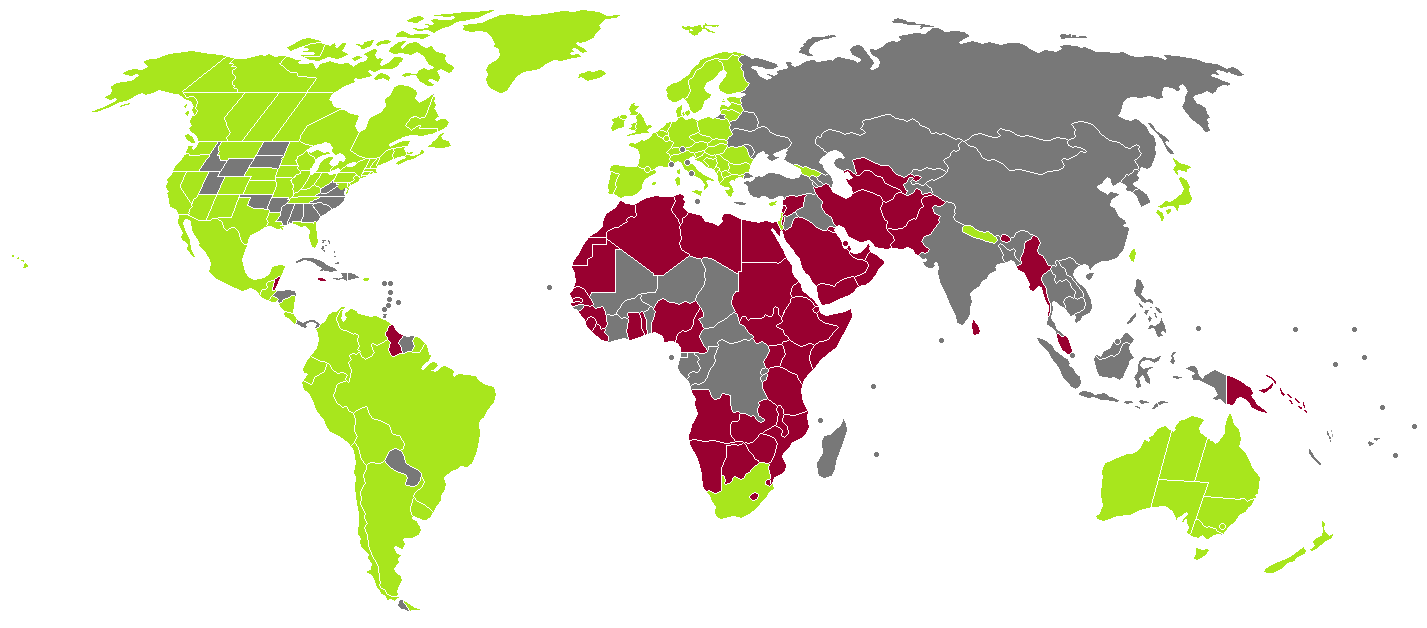
Leis antidiscriminação baseada na orientação sexual em todo o mundo:
Países com leis antidiscriminação
Países onde a homossexualidade é ilegal
Sem dados/Sem legislação específica sobre o tema

Em abril de 2009, o Grupo Gay da Bahia (GGB) divulgou seu levantamento sobre os casos verificados em 2008, apontando que no último ano foram assassinadas 190 pessoas no Brasil, sendo 64% gays, 32% travestis e 4% lésbicas, um aumento de 55% sobre os números de 2007, mantendo o país como o que mais registra crimes de natureza homofóbica. O levantamento também conclui que o risco de uma travesti ser assassinada é 259 vezes maior que um gay. Desde que iniciou a pesquisa, em 1980, o grupo já registrou 2 998 assassinatos. A pesquisa realizada pelo GGB também indicou que a maioria das vítimas tinha idade entre 20 e 40 anos e que 80% dos homossexuais foram mortos dentro de casa. Também de acordo com a pesquisa, o Nordeste é a região brasileira com o maior número de crimes homofóbicos registrados, sendo os estados da Bahia, Pernambuco, Rio Grande do Norte e Alagoas os que mais registraram crimes homofóbicos no Brasil em 2007.
Deve-se ter em conta, contudo, que nem todos os crimes motivados por homofobia podem ser identificados, pois em alguns casos a orientação sexual da vítima é mantida em sigilo. Assassinatos motivados por discriminação contra esse segmento da sociedade são especialmente graves por conterem a variável da discriminação internalizada. Assim, em tese, podem ser considerados crimes de caráter hediondo, tais como quaisquer outros crimes provenientes de conduta discriminatória. É preciso também ter em mente que nem todas as manifestações homofóbicas resultam em violência letal, podendo ocorrer agressão física, agressão verbal ou atitudes silenciosas de discriminação motivados pela orientação sexual.
Acredita-se que um índio homossexual da tribo dos Tupinambá foi a primeira vítima de homofobia no Brasil. O caso ocorreu em 1612 com a chegada de uma embarcação francesa no Maranhão liderado pelo frade capuchinho Yves d'Évreux. Os tupinambás formavam a maior nação indígena do Brasil, entre eles, os "tibiras", termo da língua tupi para descrever os índios homossexuais que executavam tarefas atribuídas às mulheres e faziam papel sexual passivo. Com a justificativa de "purificar a terra de suas maldades", os franceses determinaram a busca e captura de índios tibira e um deles, que havia fugido, foi julgado, batizado e condenado a morte. Em 2016, uma lápide, onde se lê: "1.º caso de Homofobia do Brasil", foi inaugurada pelo governo do Maranhão em homenagem ao índio Tibira, na Praça Marcílio Dias, no centro de São Luís.
Em 2010, jovens homossexuais foram violentamente agredidos na Avenida Paulista, em São Paulo. Em novembro do mesmo ano, o jovem Douglas Igor Marques foi baleado, sem motivo aparente, por um sargento do exército brasileiro após sair da Parada do Orgulho Gay do Rio de Janeiro.
Na madrugada do dia 11 de janeiro de 2014, o corpo de Kaique Augusto dos Santos, de 17 anos, foi encontrado sob o Viaduto Nove de Julho, no Centro de São Paulo. A polícia registrou este caso como suicídio, mas parentes da vítima afirmam que Kaique foi agredido por um ou mais homofóbicos, já que ele era publicamente homossexual e havia saído de uma festa gay.

### Religião
Alguns dos fomentadores da homofobia no Brasil têm surgido no meio eclesiástico de diversas denominações religiosas. No entanto, não há unanimidade sobre o assunto dentro desses grupos e ao mesmo tempo que tem surgido igrejas chamadas de "inclusivas".O surgimento dessas igrejas éuma resposta à exclusão de pessoas com base na orientação sexual, realizada por algumas igrejas com maior número de fiéis e influência. Dentro das próprias denominações evangélicas e em diversos níveis da hierarquia católica existem simpatizantes dos direitos dos homossexuais.

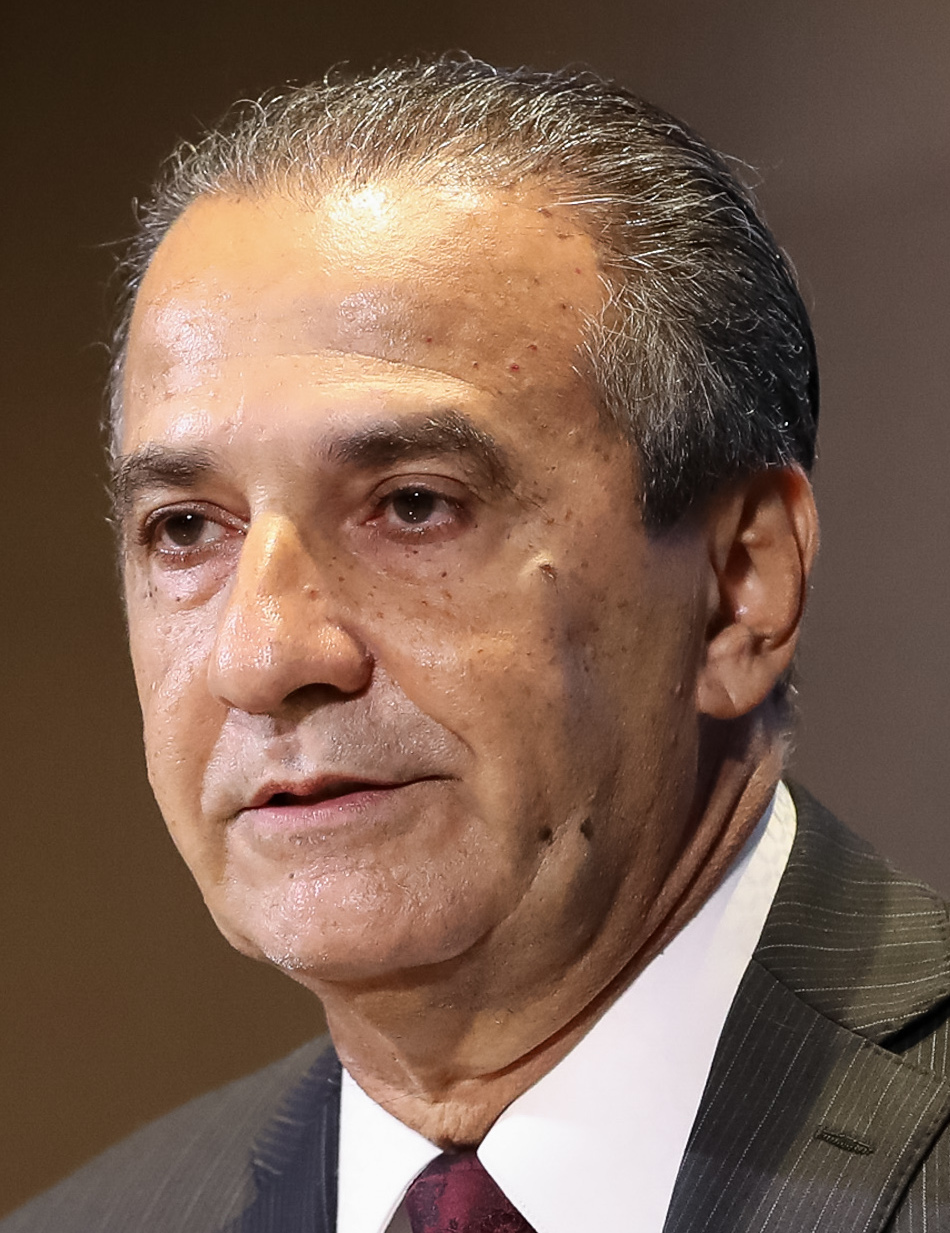
O pastor neopentecostal Silas Malafaia, um dos principais opositores dos direitos LGBT, durante audiência pública na Comissão de Direitos Humanos e Legislação Participativa do Senado.

Alguns movimentos pára-eclesiásticos, ou seja, criados para servirem às igrejas, mas geralmente sem bandeira denominacional, também têm promovido conceitos contrários aos homossexuais e têm feito esforços para contrariar a inclusão dos mesmos, tais como são, propondo que a homossexualidade pode e deve ser alterada. Alguns exemplos desses grupos são a Exodus International, o G.A. (Grupo de Amigos), o Ministério Deus se Importa, o Movimento Pela Sexualidade Sadia (MOSES), grupo brasileiro que propõe ser possível reverter o comportamento homossexual, dentre outros.
No entanto, Sérgio Viula, um dos fundadores do MOSES e ex-pastor batista, concedeu uma entrevista à revista Época afirmando que os movimentos que prometem uma reversão da orientação sexual de uma pessoa são falsos e que tais tratamentos não funcionam. Desde que assumiu sua homossexualidade,Viula se divorciou de sua esposa, deixou o ministério e a igreja, e tornou-se ateu (não necessariamente nesta ordem).Para ajudar nestas questões,ele mantém blog no qual continua dando apoio aos direitos civis dos homossexuais, combatendo ideias homofóbicas, denunciando posturas e dogmas antigays, e compartilhando ideias que estimulem a autonomia, a auto-estima e o orgulho de gays, lésbicas, travestis, transexuais e bissexuais, assim como compartilhando suas vivências com seu parceiro Emanuel Silva. Tal entrevista repercutiu amplamente, contribuindo para a ampla rejeição do projeto de lei apresentado por Édino Fonseca, pastor da Assembléia de Deus e então deputado estadual no Rio de Janeiro,em que recursos públicos poderiam ser transferidos para tratamentos da chamada "cura gay" .
Outro caso que tornou-se notório no Brasil foi o da psicóloga Rozangela Justino, evangélica e militante antigay que apóia organizações como a Exodus, por exemplo. Ela foi punida pelo Conselho Federal de Psicologia do Brasil por prometer cura aos homossexuais, valendo-se da credibilidade que suas credenciais de psicóloga lhe conferiam.
Um estudo publicado no ano de 2010 pela Universidade de Brasília, indicou que o ensino religioso no Brasil promove a intolerância religiosa e o preconceito, incluindo a homofobia. Segundo Débora Diniz, responsável pela pesquisa, "(o)s livros usam de generalizações para levar a desinformação e pregar o cristianismo". A pesquisadora é também diretora do Instituto de Biotécnica, Direitos Humanos e Gênero, uma organização que pesquisa sobre questões como bioética, direitos humanos e igualdade de gênero.
Sobre o tema, o ex- deputado federal Jean Wyllys, em carta publicada no blog Brasília, eu vi, do jornalista Leandro Fortes, apela a "defesa da Dignidade Humana (...) princípio soberano da Constituição Federal e afirma:
(...) o limite da liberdade de expressão de quem quer que seja é a dignidade da pessoa humana do outro. O que fanáticos e fundamentalistas religiosos mais têm feito nos últimos anos é violar a dignidade humana de homossexuais.— Jean Wyllys

## Esforços de combate à homofobia

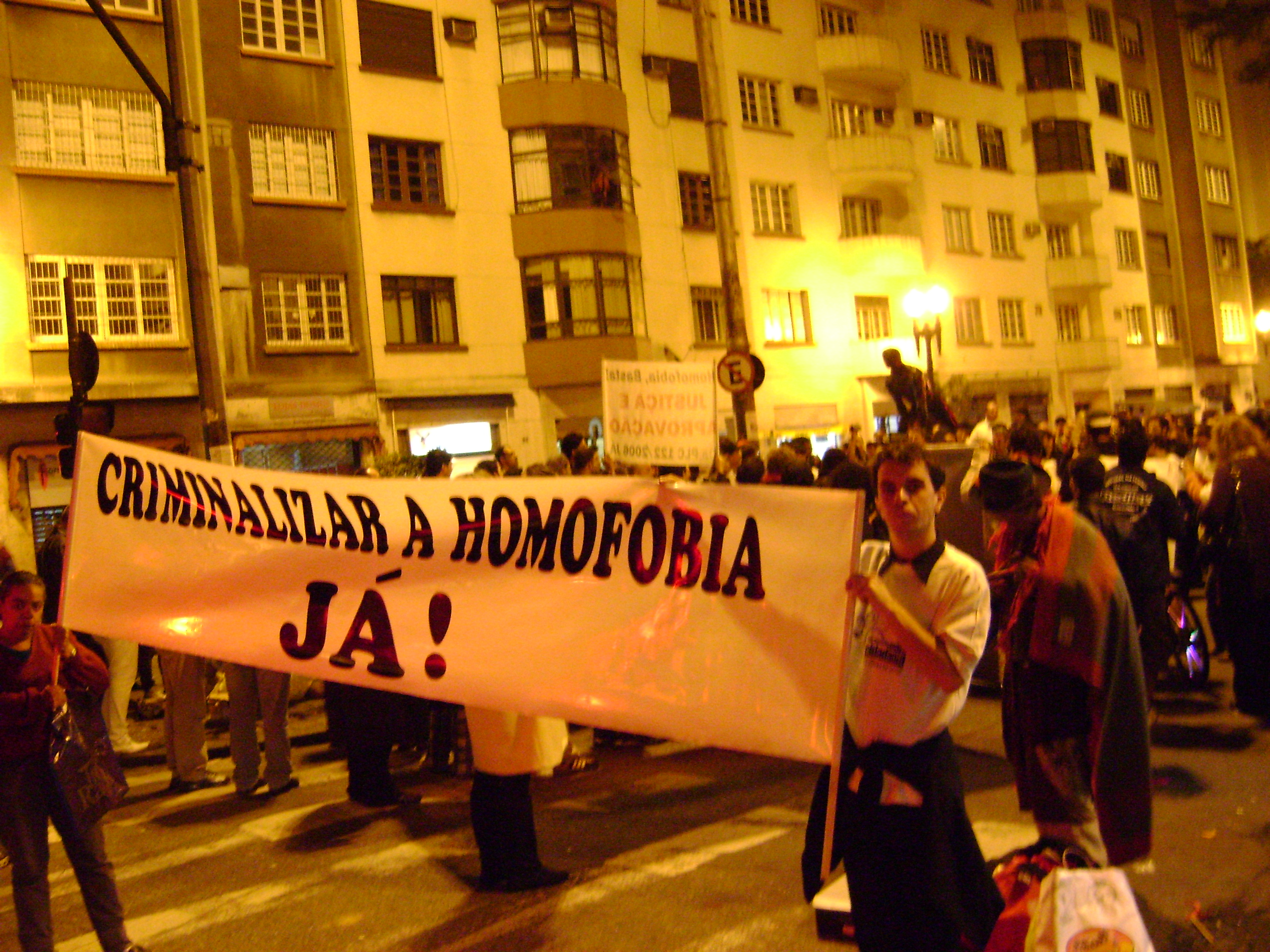
Protesto contra a homofobia em 2009 em São Paulo.

Ao lutar pela visibilidade, a homofobia também tende a crescer, como o aumento de número de casos de ataques a homossexuais ocorridos em São Paulo após cada edição da Parada do Orgulho LGBT. Segundo Luiz Mott, no seu livro Causa Mortis: Homofobia, a homofobia é danosa mesmo quando não explicitamente manifestada, uma vez que as pessoas podem inrustir seu preconceito sem exteriorizar os motivos como acontece com o racismo. Numa eventual lei contra a homofobia, Mott explica que ela não seria coibida totalmente, criando uma tensão nos relacionamentos cotidianos, gerando discriminação sutil como acontece com os negros no Brasil. A proposta de lei, ainda segundo Mott, mesmo que aprovada teria o grande desafio de superar os valores da sociedade tradicional, e somente a conscientização na sociedade é capaz de transformar a realidade do homossexual no país.
Em 2004, o Ministério da Saúde, dentro de suas ações de combate a AIDS, criou o programa "Brasil sem Homofobia". Marta Suplicy, enquanto Ministra do Turismo, defendeu que se desenvolvam ações para que o país possa ser conhecido "com homofobia zero e sem pessoas com medo de ser homossexual".
Em fevereiro de 2011, foi lançado pelo governo do Brasil o número de telefone "Disque 100" para denunciar atos homofóbicos.

### Legislação atual

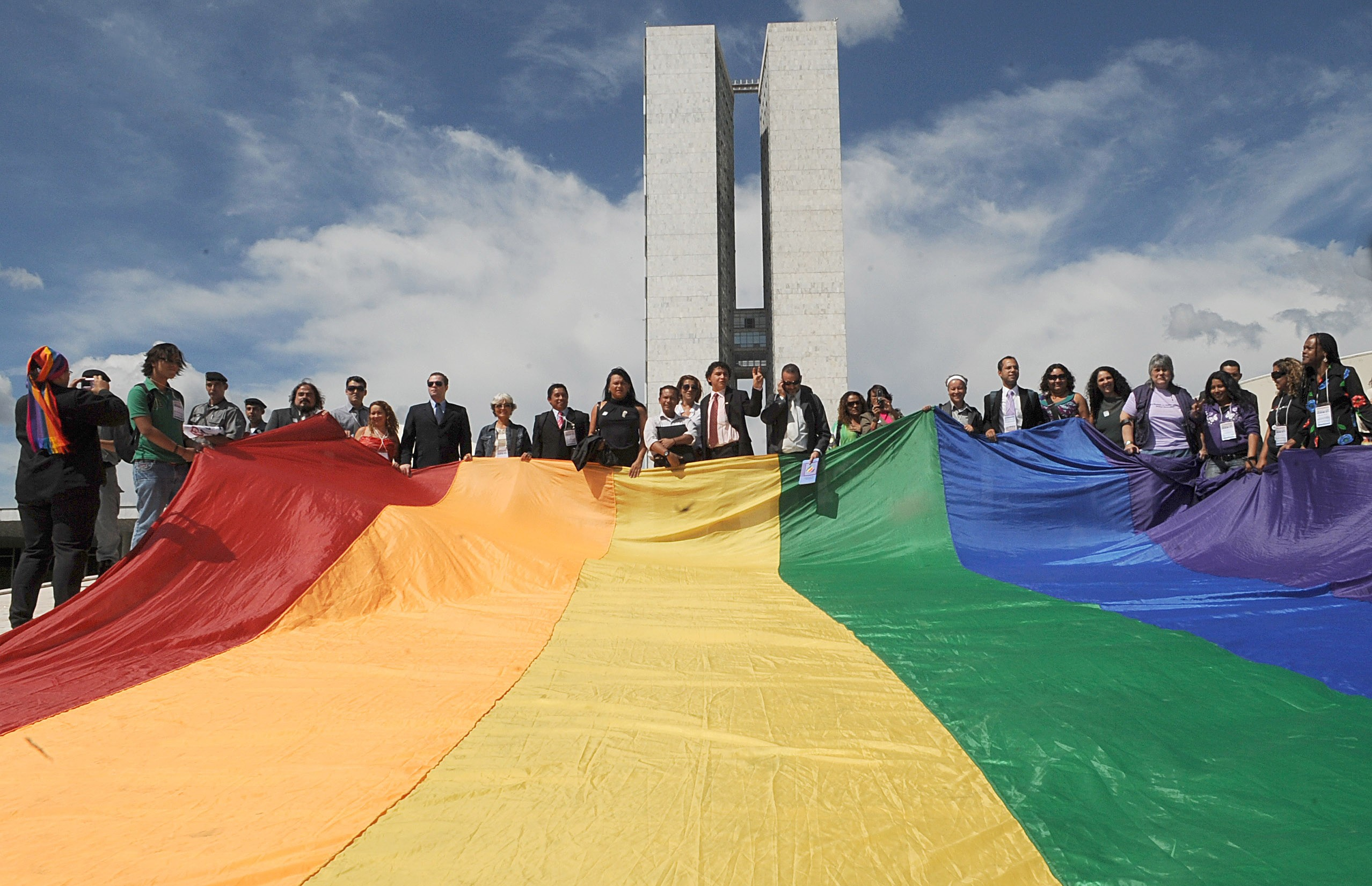
Protesto a favor dos direitos LGBT em frente ao Congresso Nacional do Brasil.

No Brasil, além da Constituição de 1988 proibir qualquer forma de discriminação de maneira genérica, várias leis estão sendo discutidas a fim de proibirem especificamente a discriminação aos homossexuais. A Constituição Federal brasileira define como “objetivo fundamental da República” (art. 3º, IV) o de “promover o bem de todos, sem preconceitos de origem, raça, sexo, cor, idade, ou quaisquer outras formas de discriminação”. A expressão "quaisquer outras formas" refere-se a todas as formas de discriminação não mencionadas explicitamente no artigo, tais como a orientação sexual, entre outras.
No estado de São Paulo, a lei estadual 10.948/2001 estabelece multas e outras penas para a discriminação contra homossexuais, bissexuais e transgêneros. São puníveis pessoas, organizações e empresas, privadas ou públicas (art. 3º). A lei proíbe, em razão da orientação sexual (art. 2º): violências, constrangimentos e intimidações, sejam morais, éticas, filosóficas ou psicológicas; a vedação de ingresso a locais públicos ou privados abertos ao público; selecionar o atendimento; impedir ou sobretaxar a hospedagem em hotéis ou motéis, assim como a compra, venda ou locação de imóveis; demitir do emprego ou inibir a admissão. A lei também pune quem "proibir a livre expressão e manifestação de afetividade", se estas forem permitidas aos demais cidadãos. As penalidades são as seguintes (art. 6º): advertência; multa de 1000 a 3000 Ufesp (unidade fiscal), ou até 10 vezes mais para grandes estabelecimentos; suspensão ou cassação da licença estadual de funcionamento; além de punições administrativas (art. 7º) para as discriminações praticadas por servidores públicos estaduais no exercício de suas funções.

### Criminalização

Alexandre Ivo, torturado e morto aos 14 anos por três homens em São Gonçalo, no Rio de Janeiro. O PL 122 chegou a ser chamado de "Lei Alexandre Ivo".

A criminalização da homofobia no Brasil não existe, apesar de ter existido o PLC 122/06, arquivado em 2015. Esse projeto de lei foi criado em 2006 e aprovado pela Câmara dos Deputados do Brasil em 2008. Em dezembro de 2010, estava pendente no senado brasileiro. O projeto teve até o apoio da presidente Dilma Rousseff. O Projeto de Lei da Câmara (PLC) 122/2006 propunha a criminalização dos preconceitos motivados pela orientação sexual e pela identidade de gênero, equiparando-os aos demais preconceitos já objeto da Lei 7716/89. Esse projeto foi iniciado na Câmara dos Deputados, de autoria da deputada Iara Bernardi e que ali tramitou com o número 5003/2001, que na redação já aprovada propunha, além da penalização criminal, também punições adicionais de natureza civil para o preconceito homofóbico, como a perda do cargo para o servidor público, a inabilitação para contratos junto à administração pública, a proibição de acesso a crédito de bancos oficiais, e a vedação de benefícios tributários.
Segundo pesquisa telefônica conduzida pelo DataSenado em 2008, com 1120 pessoas de todas as cinco regiões do Brasil, 70% dos entrevistados são a favor da criminalização da homofobia no país. A aprovação é ampla em quase todos os segmentos, no corte por região, sexo e idade. Mesmo o corte por religião mostra uma aprovação de 54% entre os evangélicos, 70% entre os católicos e adeptos de outras religiões e 79% dos ateus. Entre aqueles entre 16-29 anos, 76% apoiaram o projeto. Ainda de acordo com a pesquisa, as pessoas com melhor nível de escolaridade tendem a ser mais favoráveis ao projeto de lei - 78% das pessoas com ensino superior e 55% das pessoas com o 4º ano da escola.
A lei contra o preconceito já coíbe discursos de ódio referentes a raça, religião e origem mas não os referentes a orientação sexual. Especialistas entrevistados pela Folha de S.Paulo, entre eles personalidades notáveis como o ministro do Supremo Tribunal Federal (STF), Marco Aurélio Mello, foram unânimes ao afirmar que o projeto de lei não fere o princípio de liberdade de expressão e é plenamente constitucional. Recentemente, o ministro Ayres Britto do STF, em entrevista à Folha, afirmou que é favorável à criminalização da homofobia, como já ocorre com outros discursos de ódio. Especialistas brasileiros defendem a imediata aprovação de leis que criminalizem a homofobia.
No entanto, para algumas entidades cristãs (católicas e protestantes) o projeto fere a liberdade religiosa e de expressão. O texto prevê cadeia (até 5 anos) para quem publicamente criticar homossexuais com base em sua orientação sexual

### Decisão do STF
Em 13 de junho de 2019 o Supremo Tribunal Federal julgou uma Ação Direta de Inconstitucionalidade por Omissão  (ADO 26), enviada à Corte em 2013 pelo PPS (Partido Popular Socialista), e o Mandado de Injunção (MI 4733), que foi protocolado em 2012 pela Associação Brasileira de Gays, Lésbicas, Bissexuais, Travestis, Transexuais e Intersexos (ABGLT).
Segundo as ações, o artigo 5º da Constituição Federal de 1988 determina que qualquer "discriminação atentatória dos direitos e liberdades fundamentais" seja punida criminalmente. A justificativa usada pelos responsáveis para entrar com as ações é que, ao não legislar sobre a homofobia e a transfobia, deputados e senadores estariam se omitindo inconstitucionalmente, por "pura e simples má vontade institucional". O STF determinou que o crime de racismo seja enquadrado nos casos de agressões contra pessoas LGBT (lésbicas, gays, bissexuais, transexuais e travestis) até que uma norma específica seja aprovada pelo Congresso Nacional.

## Aceitação na sociedade
Segundo pesquisa do Datafolha, de 2018, uma ampla maioria dos brasileiros respondeu que "a homossexualidade deve ser aceita" pela sociedade (74%), contra 18% que responderam que deve ser "desencorajada" e 8% disseram "não saber". Foi o maior nível de aceitação da pesquisa histórica: em 2013, os números eram de 67% pela aceitação, 25% pelo desencorajamento e 7% não sabiam.
O nível de aceitação da homossexualidade entre os brasileiros apresenta variações regionais. Os brasileiros que mais consideram que a homossexualidade deve ser aceita são os da Região Sul (80%), seguidos pelos do Sudeste (74%), do Nordeste (73%), do Centro-Oeste (72%) e do Norte (65%). O grau de aceitação também é maior entre os mais jovens (84% entre os que têm 16 a 24 anos); entre os mais escolarizados (82% dos que têm ensino superior) e entre os mais ricos (82% entre os que recebem mais de dez salários mínimos). A aceitação fica abaixo da média entre os brasileiros mais velhos (64% com 60 anos ou mais); menos escolarizados (67% com ensino fundamental), mais pobres (72% com ganhos de até dois salários mínimos) e evangélicos (57%). Entre os católicos, a aceitação é de 80%.